# P.M. History
P.M. History (Eigenschreibweise: P.M. HISTORY) ist ein multithematisches deutschsprachiges Geschichtsmagazin. Es erscheint monatlich im Hamburger Verlagshaus Gruner + Jahr. Sein Untertitel lautet: Europas größtes Monatsmagazin für Geschichte. Am 1. August 2023 wurde P.M. History an das Münchener Verlagshaus GeraNova Bruckmann verkauft.
Die Zeitschrift ist vor allem für ihre allgemeinverständlichen Lesegeschichten bekannt, die mit zahlreichen Fotos und Abbildungen illustriert werden. Thematisch wird die gesamte Bandbreite der Menschheitsgeschichte abgedeckt, wobei ein besonderer Schwerpunkt bei den klassischen Hochkulturen und der europäischen Geschichte liegt. 

## Aufbau
Im Zentrum jeder Ausgabe von P.M. History steht der Große Sonderteil, der mehrere Lesegeschichten zum Titelthema umfasst. Dabei kann es sich um historische Ereignisse, bedeutende Persönlichkeiten, Kulturen, Epochen oder epochenübergreifende Phänomene der Menschheitsgeschichte handeln.
Eingerahmt wird der Schwerpunkt durch weitere Lesegeschichten, deren Themen sich betont von denen des Sonderteils abheben. Dazu zählt auch eine große Bildstrecke mit einem eigenständigen Thema sowie ein Kurzinterview mit einer Forscherin oder einem Forscher.
In jeder Ausgabe sind zudem feste Rubriken enthalten, darunter „Ein Foto und seine Geschichte“, „Ausgedient“, in der ein untergegangener Beruf vorgestellt wird, oder „Meisterwerk“, die die Entstehungsgeschichte eines Kunstwerkes nachzeichnet. „Zeitmaschine“ präsentiert ein historisches Ereignis aus der Sicht eines berühmten Zeitzeugen. Zusätzlich gibt es Empfehlungen zu Büchern, Filmen und Ausstellungen, sowie ein Rätsel. Den Abschluss des Heftes bildet die Zitateseite „Sprengsatz“.

## Geschichte
P.M. History ist ein Ableger des Wissensmagazin P.M. Vorläufer war ein Sonderteil im Mutterheft, der ab 6/1993 mit dem Titel Das historische Ereignis erschien. Im Herbst 1993 wurde die erste Ausgabe von P.M. – Das historische Ereignis als eigenes Heft mit einer Stärke von 64 Seiten veröffentlicht. Thema war der erste Überschallflug des Piloten Chuck Yeager. Da die Zeitschrift eine wachsende Leserschaft fand, wurde die Erscheinungsfrequenz stetig gesteigert.
1998 erfolgte die Umbenennung in P.M. History. Unter dem neuen Namen erschien das Magazin zunächst viermal im Jahr (ab dem zweiten Jahr sechsmal) mit einem Umfang von 100 Seiten. Gleichzeitig wurde die bisherige monothematische Ausrichtung des Magazins zugunsten einer multithematischen Bandbreite aufgegeben. Ab 2002 erschienen zehn Ausgaben pro Jahr, seit 2004 erscheint das Heft monatlich. 2020 fusionierten die Redaktionen der Markenfamilien P.M. und Geo. Am 1. August 2023 wurde P.M. History an das Münchener Verlagshaus GeraNova Bruckmann verkauft.

## Personalien
Redaktionsleiter war ab 1998 Ernst Deissinger. Sein Nachfolger wurde Sascha Priester, der ab 2007 als Redaktionsleiter und von 2010 bis 2012 als Chefredakteur für P.M. History verantwortlich war. Anschließend war Hans-Hermann Sprado Herausgeber und Chefredakteur. 2014 wurde Florian Gless Chefredakteur der Markenfamilie P.M., er setzte 2015 Rüdiger Barth als Redaktionsleiter von P.M. History ein. 2016 übernahm Jens Schröder die Redaktionsleitung. 2018 löste Jens Schröder Florian Gless als Chefredakteur der Marke P.M. ab. Leitender Redakteur von P.M. History wurde im Jahr 2018 Joachim Telgenbüscher. Im Jahr 2020 wurden Jens Schröder und Markus Wolff gemeinsam Chefredakteure der Markenfamilien P.M. und Geo.

## Auflage
P.M. History hat in den vergangenen Jahren erheblich an Auflage eingebüßt. Die verkaufte Auflage sank von 104.406 Exemplaren im zweiten Quartal 1999 auf 34.199 Exemplare im vierten Quartal 2019, ein Minus von 67,3 Prozent. Seitdem werden die Auflagenzahlen nicht mehr an die IVW gemeldet. Die Zeitschrift hatte damit die höchste verkaufte Auflage der gemeldeten Geschichtsmagazine.
| 1998 | 1999   | 2000   | 2001   | 2002  | 2003  | 2004  | 2005  | 2006  | 2007  | 2008  | 2009  | 2010  | 2011  | 2012  | 2013  | 2014  | 2015  | 2016  | 2017  | 2018  | 2019  | 2020 | 2021 | 2022 | 2023 | 2024 |
| ---- | ------ | ------ | ------ | ----- | ----- | ----- | ----- | ----- | ----- | ----- | ----- | ----- | ----- | ----- | ----- | ----- | ----- | ----- | ----- | ----- | ----- | ---- | ---- | ---- | ---- | ---- |
|      | 115057 | 102329 | 117529 | 73475 | 92062 | 83249 | 85593 | 85514 | 78593 | 75326 | 70735 | 66474 | 54128 | 50257 | 49006 | 48700 | 41257 | 38914 | 37368 | 35707 | 34199 |      |      |      |      |      |

| 1998 | 1999 | 2000  | 2001  | 2002  | 2003  | 2004  | 2005  | 2006  | 2007  | 2008  | 2009  | 2010  | 2011  | 2012  | 2013  | 2014  | 2015  | 2016  | 2017  | 2018  | 2019  | 2020 | 2021 | 2022 | 2023 | 2024 |
| ---- | ---- | ----- | ----- | ----- | ----- | ----- | ----- | ----- | ----- | ----- | ----- | ----- | ----- | ----- | ----- | ----- | ----- | ----- | ----- | ----- | ----- | ---- | ---- | ---- | ---- | ---- |
|      | 8531 | 10757 | 12404 | 15204 | 18170 | 20126 | 23126 | 23867 | 22656 | 22493 | 21248 | 20038 | 18697 | 17314 | 17232 | 17248 | 16902 | 17287 | 16515 | 16367 | 15590 |      |      |      |      |      |

## Podcast
Seit 2019 erscheint Die vergessenen Drei – Der P.M. History Podcast. Die erste Staffel auf Audible hat 24 Folgen, die Länge einer Folge beträgt rund 45 Minuten. Darin präsentiert Redaktionsleiter Joachim Telgenbüscher zusammen mit der Historikerin Janine Funke und dem Faktenchecker Fabian Klabunde jeweils drei weniger bekannte Personen der Weltgeschichte: u. a. Verräter, Lebensretter, Pionierinnen und Diktatoren.

## Ehemalige Veröffentlichungen
- P.M. History Special: Von 2008 bis 2014 erschien einmal jährlich ein monothematisches Sonderheft.[12]
- P.M. History Collection: Von 2011  bis 2012/2013 erschien einmal im Jahr eine Sammlung von Beiträgen zu einem Thema aus den monatlichen Heften, wobei aber auch einzelne neue Artikel ergänzt wurden.[13]
- Hörbuch-Edition Unsere großen Momente – Deutsche Geschichte von 1945 bis heute mit Original-Tondokumenten und Texten aus der P.M. History-Redaktion, erschienen im Verlag audio media.
- Taschenbücher Geschichten zur Geschichte: Sammlungen verschiedener Heftartikel zu einem bestimmten Thema, erschienen im Verlag dtv.
- Hörbücher zum Thema Geschichte in der Reihe Road University des Komplett-Media-Verlages.

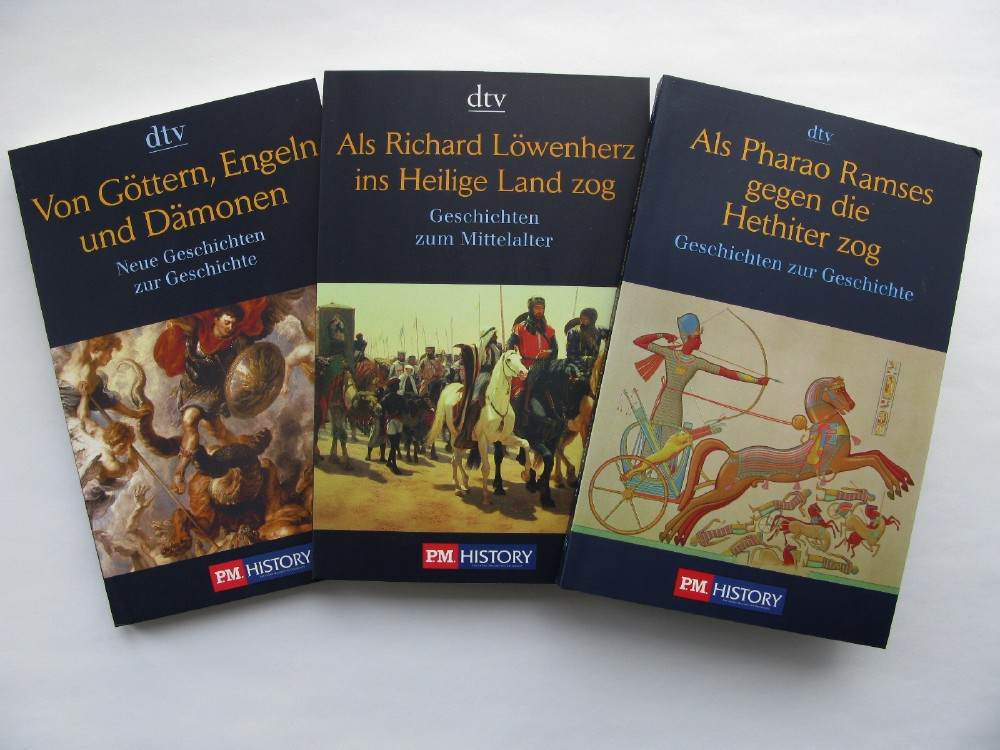
Taschenbücher Geschichten zur Geschichte
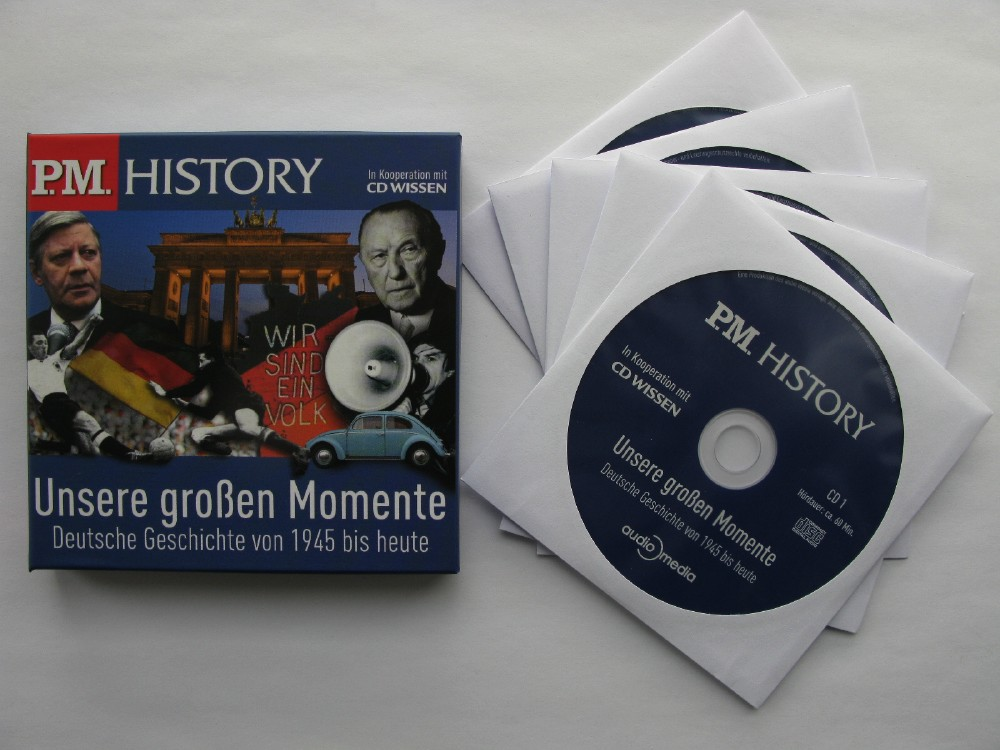
Hörbuch aus der Reihe Unsere großen Momente